# Wasp (Marvel Comics)
Wasp (Vespa) (Janet Van Dyne) és un personatge que apareix als còmics americans publicats per Marvel Comics. Creat per Stan Lee, Ernie Hart i Jack Kirby, el personatge va aparèixer per primera vegada a Tales to Astonish núm. 44 (juny de 1963).
Se sol representar a Janet van Dyne amb la capacitat d'encongir-se a una alçada de diversos centímetres, volar mitjançant ales insectoides i disparar explosions d'energia bioelèctrica. És membre fundadora dels Venjadors i la que els va donar el seu nom, així com una líder de l'equip durant molt de temps. També és l'exdona de Hank Pym i la madrastra de Nadia van Dyne. Wasp ha estat descrita com una de les heroïnes més notables i poderoses de Marvel.
Michelle Pfeiffer va interpretar a Janet van Dyne a les pel·lícules del Marvel Cinematic Universe mentre que Evangeline Lilly va interpretar una versió original de MCU, Hope van Dyne (basada en Hope Pym), a les pel·lícules Ant-Man (2015), Ant-Man and the Wasp (2018), Avengers: Endgame (2019) i Ant-Man and the Wasp: Quantumania (2023).

## Història de la publicació
Janet van Dyne va debutar a Tales to Astonish núm. 44 (amb argument de Stan Lee, guió d'H.E. Huntley i dibuixat per Jack Kirby, publicat el 5 de març de 1963 amb data de portada de juny de 1963) com a parella de Henry "Hank" Pym, convertint-se en la Wasp (Vespa) per venjar la mort del seu pare, el científic Vernon van Dyne. Va coprotagonitzar Tales to Astonish des del número 44 al número 69 (1963–65). També va ser l'estrella del seu propi serial de complement titular "Tales of the Wasp" (història de la Vespa) als números 51–58 (1964).
Va ser membre fundadora dels Venjadors, va aparèixer al primer número i va donar nom a l'equip. És amb els Venjadors que Janet es va fer més coneguda. Al principi va ser el punt feble de l'equip, però més tard es va convertir en una de les més intel·ligents i astutes dels seus membres. Tot i que es pren excedències al llarg de la sèrie, és un dels membres actius de més llarga durada i ha actuat com a líder de l'equip durant més temps que ningú a part del Capità Amèrica.
Durant les seves absències de la sèrie principal Avengers, Janet va aparèixer en diverses altres publicacions, inclosa com a personatge principal als núm. 6–10 de Marvel Feature (1972–73). També ha fet aparicions esporàdiques com a convidada en diverses altres sèries, com ara Captain America, Iron Man i Fantastic Four.
Janet es va convertir en la líder dels Venjadors a The Avengers núm. 217 (1982), una posició que va ocupar fins al número 278 (1987), amb l'excepció d'un breu període on va lliurar el lideratge a la Vision. Després va aparèixer al número 32 de West Coast Avengers (maig de 1988), convertint-se en membre a temps complet al número 42.
Va fer aparicions ocasionals a Avengers vol. 3, tornant com a membre actiu de l'equip al número 27 (2000) abans de reprendre les tasques de lideratge. Ella i el Capità Amèrica es van convertir en colíders de l'equip a partir del número 38.
Després dels esdeveniments d'"Avengers Disassembled", Janet va aparèixer a la sèrie limitada Beyond! abans de tornar a unir-se als Venjadors a The Mighty Avengers núm. 1 (2007). Va ser donada per morta durant els esdeveniments de Secret Invasion el 2008. Wasp va tornar a la història dels Avengers "End Times" que va des del núm. 31 (desembre de 2012) fins al 34 (gener de 2013). Després va aparèixer com a membre de l'equip d'Unitat a Uncanny Avengers i com a agent de Wakanda al títol del rellançament de 2018 Fresh Start dels Venjadors. Janet també va tornar com a interès romàntic de Tony Stark el 2018 i va deixar el paper principal femení del còmic Iron Man dos anys més tard, el 2020.

### Disseny
Durant els anys 70 a The Avengers, l'artista George Pérez va renovar el vestuari del personatge diverses vegades, tenint un impacte significatiu en el desenvolupament del personatge:
Es va convertir en una broma. En el cas de la Wasp, em vaig adonar que porta tantes disfresses que finalment vaig dir "Per què no?" Crec que vaig estar a la sèrie prou temps, el que abans era només una mica d'idiosincràsia sobre el personatge es va convertir plenament en part de la personalitat del personatge.

## Biografia del personatge de ficció

### Dècada de 1960

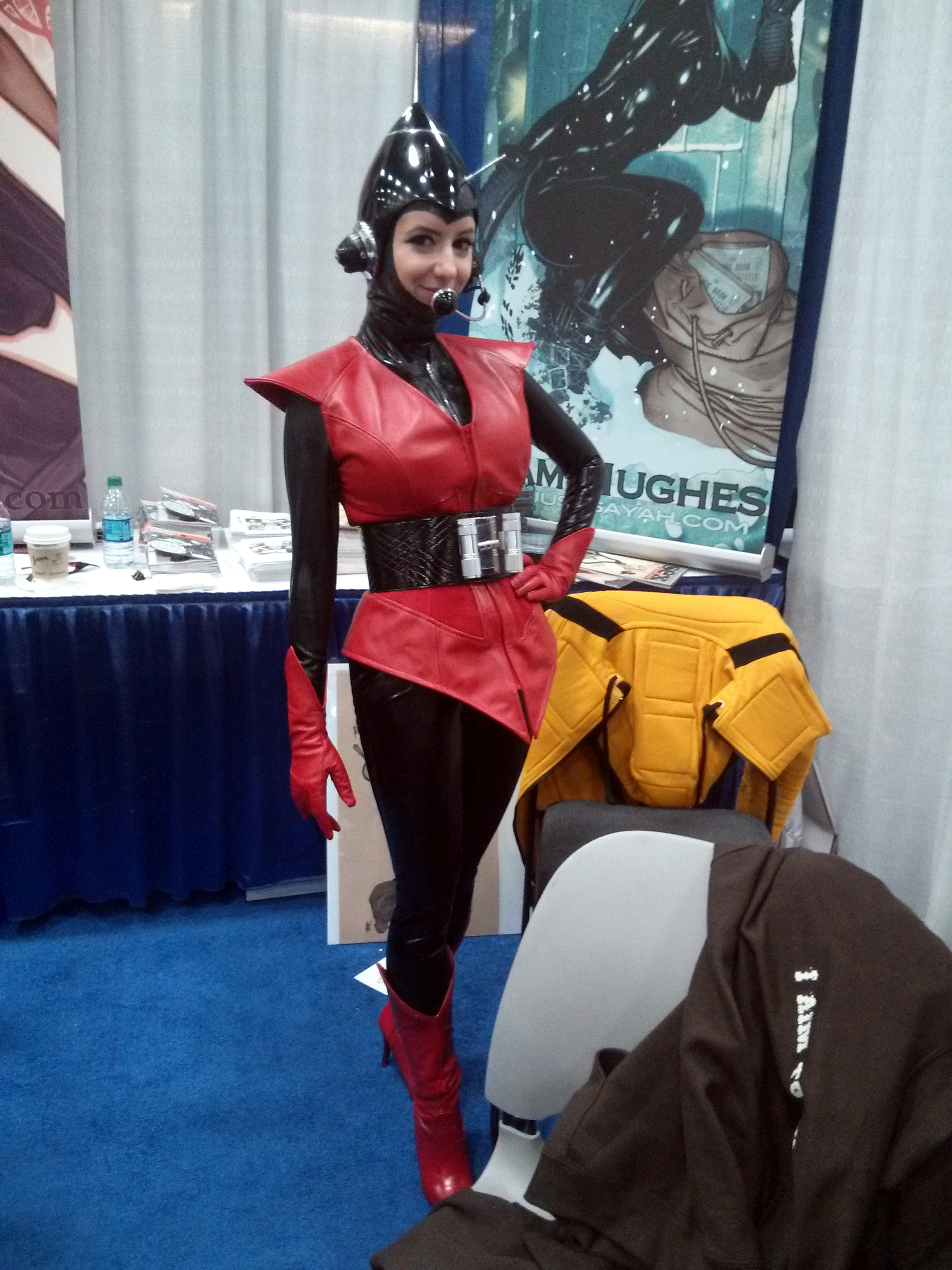
Cosplayer amb una rèplica de l'uniforme original de Wasp.

Janet van Dyne va néixer a Cresskill, Nova Jersey, la filla del ric científic Vernon van Dyne i membre de l'alta societat. Quan el seu pare és assassinat per una entitat alienígena desencadenada durant un dels seus experiments, Janet recorre al seu soci, el doctor Hank Pym per demanar-li ajuda i el convenç. Per venjar la mort del seu pare, se sotmet a un procediment bioquímic que li atorga la capacitat de fer créixer ales en reduir-se a menys de quatre peus d'alçada i utilitza un subministrament de "partícules Pym" per canviar la seva mida. Junts, ella i Ant-Man derroten l'extraterrestre i vengen el seu pare. Janet decideix romandre com a Wasp i formar equip amb Hank, ja que s'ha enamorat d'ell, tot i que Hank inicialment rebutja els seus sentiments a causa de la seva semblança amb la seva primera dona assassinada.
Durant el seu temps com a parella d'en Hank, va participar en nombrosos conflictes amb vilans que incloïen el Porcupine, Egghead i Whirlwind (llavors conegut com Human Top). Tot i que inicialment sense poders ofensius, Janet va demostrar ser enginyosa, utilitzant la seva habilitat per comunicar-se amb insectes per lluitar, a més d'utilitzar un agulla per picar la gent com a arma. Més tard, utilitza una pistola d'aire en miniatura.
Després de l'enfrontament inicial amb Loki que va reunir els fundadors Avengers, són Janet i Hank els que proposen formar un equip de superherois. Janet suggereix el nom de l'equip i es converteix en membre fundadora. Mai no li falta confiança ni valentia i, per naturalesa, és una personalitat extrovertida, Janet sempre està en plena batalla amb malvats, que inclouen déus nòrdics i extraterrestres, tot i ser el membre amb menys poder de l'equip. Janet comenta sovint sobre l'atractiu dels seus col·legues masculins, especialment Thor, per provocar la gelosia de Hank i aconseguir que es comprometi amb una relació. Al principi de la seva carrera als Venjadors, és greument ferida per una bala perduda en la batalla contra el comte Nefaria, i gairebé mor d'un pulmó col·lapsat. Deixa l'equip diversos números després. Quan torna a The Avengers núm. 26, els seus poders de reducció han progressat fins al punt que ja no necessita les càpsules de partícules Pym per utilitzar-lo.
Tot i que la Janet espera en diverses ocasions que el seu xicot de llarga durada Hank li proposi matrimoni, la seva relació no avança fins a aquest punt fins que passa una cosa més dramàtica. El nou vigilant Yellowjacket irromp a la mansió dels Venjadors, demana ser admès com a membre de l'equip, afirma haver matat a Hank Pym i després segresta Janet. No creient que Yellowjacket hagi assassinat a Hank, intenta trobar on l'està retenint, però en canvi s'adona que Yellowjacket és el seu xicot. Abans de revelar això, i durant el període en què Yellowjacket encara creu que va matar a Hank, Janet es casa amb ell, encara que el casament es veu interromput per un atac del Circ del Crim. Durant la baralla, es revela que Yellowjacket és Pym.

### Dècada de 1970
Després d'una altra sortida de l'equip, Janet van Dyne torna breument i esdevé membre de les Lady Liberators originals, abans de deixar l'equip una vegada més. Queda temporalment atrapada amb la mida d'un insecte, i lluita contra Whirlwind, Para-Man i Doctor Nemesis. També lluita contra Equinox al costat de Spider-Man i Yellowjacket; durant aquest temps, els seus poders augmenten per permetre-li aprofitar el corrent bioelèctric del seu cos i disparar explosions d'energia que ella anomena "wasp's stings" (picades de vespa).
Durant una de les seves pauses del servei actiu dels Venjadors, Janet s'acosta a l'equip amb preocupació perquè el seu marit ha patit una crisi nerviosa i ha atacat antics companys d'equip. En intentar trobar una manera d'ajudar a Hank, és capturada per un Hank al qui han rentat el cervell, i Ultron l'utilitza com a model per crear Jocasta. És rescatada quan Jocasta alerta els Venjadors de la seva ubicació, i Black Panther suggereix que la capacitat de la IA es va produir a causa de la personalitat de Janet.

### Dècada de 1980
Janet van Dyne descobreix que el seu marit, sotmès a un consell de guerra dels Venjadors, ha ideat un pla per aparèixer com a salvador davant dels Venjadors perpetrant un atac que només pot aturar ell mateix. Quan ella intenta dissuadir-lo, en Hank la colpeja; el pla li surt malament i Janet l'ha de salvar per a la seva desesperació. Es divorcia d'ell poc després i es pren un descans molt breu de l'equip.
Quan Janet torna als Venjadors, proposa que l'equip necessita un nou lideratge i es proposa a ella mateixa per al paper de presidenta. És escollida per al càrrec per Thor, Iron Man i el Capità Amèrica. Janet assumeix el paper de manera natural, demostrant ser una líder eficient i intel·ligent que és elogiada pel Capità Amèrica per les seves habilitats de lideratge. Ella fa un punt per augmentar el nombre de dones a l'equip i recluta Hulka i Captain Marvel (Monica Rambeau).
Al mateix temps que assumeix el lideratge de l'equip, Janet comença a treballar seriosament com a dissenyadora de moda professional. Part de la seva amistat amb She-Hulk inclou dissenyar roba nova per a ella. També renova la seva vida social, involucrant-se en un remolí romàntic amb Tony Stark abans de saber que el multimilionari és Iron Man. Ella trenca la relació dient que no pot sortir amb un company que també sigui amic del seu exmarit. Més tard, té una relació amb Paladin, encara que sovint estan separats a causa de la seva feina.
Janet lliura breument el lideratge de l'equip a la Vision, encara que aviat abandona l'equip després d'utilitzar la seva lògica per intentar controlar el món, i li retorna el càrrec. La nova formació de l'equip resulta difícil, i la Janet s'enfronta amb Hercules en desacord amb una dona líder. És durant aquest temps es troba el Space Phantom per segona vegada i derrota el malvat. Durant les primeres Secret Wars, tot i ser el líder oficial dels Venjadors reunits pels Beyonder, Janet nomena al Capità Amèrica per al lideratge dels herois reunits, ja que els que no són els Venjadors presents el coneixen millor. A mesura que es desenvolupa el conflicte, Janet és capturada breument per Magneto, però ella converteix la situació al seu avantatge fent veure que la sedueix; ella s'assabenta dels plans de Magneto i després el derrota abans de marxar per alertar als Venjadors. Poc després és assassinada aparentment pel Wrecking Crew, però es reviscuda per la sanadora alienígena Zsaji.
Durant la història de Under Siege, Janet lidera l'equip durant un temps en què són atacats per tots els costats. Derrota Titania i l'Absorbing Man, després lidera un equip contra els Masters of Evil del Baron Zemo per rescatar el Capità Amèrica, el Black Knight i altres membres de l'equip que han estat capturats. Poc després de la resolució d'aquesta història, abandona el lideratge una vegada més, succeïda per Monica Rambeau en aquest càrrec. Després de deixar l'equip, lluita per ella mateixa contra l'amenaça de Red Ronin. Més tard s'uneix als Venjadors de la Costa Oest. Inicialment, encara actua com si fos la líder de l'equip, per a disgust d'altres Venjadors de la Costa Oest que desitgen aquest paper. Durant aquest temps, ella reprèn una relació romàntica amb Hank. Encara que és escollida com a membre habitual dels Venjadors de la Costa Oest, Janet opta per convertir-se en membre de reserva.

### Dècada de 1990
Diversos anys més tard, Janet van Dyne torna als Venjadors, primer en estat de reserva, i més tard com a membre de ple dret de l'equip. Durant la Destiny War (Guerra del Destí), la Janet del present es converteix en la líder d'un equip de Venjadors reunits de diferents períodes, citant la seva elecció per la seva "força interior i flexibilitat per dirigir a l'equip sense exercir massa control". Després de la Destiny War, Janet torna a treballar amb els Venjadors una vegada més, prenent el lideratge de l'equip i comandant l'equip a través d'una sèrie de conflictes, inclosa la invasió de la Terra de Kang.

### Dècada de 2000
Janet van Dyne torna a assumir el lideratge dels Venjadors i continua assegurant-se que hi hagi una forta presència femenina a l'equip. Sota el seu lideratge, el nombre de dones a l'equip supera el nombre d'homes per primera vegada a la història dels Venjadors. Tot i que la seva relació amb Hank Pym es manté forta durant un temps, ella rebutja la seva proposta de tornar-se a casar, dient que no es tornaria a casar amb ell. Durant la història de "Lionheart of Avalon", es mostra a la Janet lluitant contra el Wrecking Crew mentre tenia una mida gegant, un poder que rarament, si mai, havia utilitzat abans. Es demostra que és prou potent a aquesta mida com per fer caure un jet. Té una breu aventura amb el membre de l'equip Ull de Falcó.
Mentre discuteix la seva aventura amb Hawkeye, amb la Scarlet Witch, una Vespa una mica beguda confessa un ensurt d'embaràs i, sense voler, esmenta els fills de Wanda Maximoff, l'existència antinatural dels quals Agatha Harkness va esborrar temporalment de la memòria de la Witch. El lliscament de la llengua de Wasp, combinat amb els poders cada cop més inestables i creixents de Scarlet Witch, fan que Wanda pateixi una crisi mental que condueix als esdeveniments d'Avengers Disassembled. Janet queda en coma després d'un atac de She-Hulk provocat per la Scarlet Witch. Hank Pym la vigila a l'hospital i, quan es recupera, es reconcilien. Els dos es retiren dels Venjadors per seguir una nova vida junts a Oxford.
Janet van Dyne és arrossegada a l'espai i es troba en una situació on s'espera que lluiti fins a la mort amb altres herois i malvats. En lloc de seguir els desitjos del Stranger, que pensaven que era el Beyonder, la Janet obté la posició de lideratge del grup, donant ordres tàctiques en la batalla i aprofitant els seus anys d'experiència amb els Venjadors per fer front a les amenaces que se'ls llança. Després de la tensió entre ella i el seu exmarit, la Janet explica a Medusa per què no pot reconciliar-se amb Hank Pym, malgrat l'intent de fer-ho a Londres. En saber que el Space Phantom ha suplantat a Spider-Man, Janet lidera el grup i evita que un membre de l'equip quedi atrapat en els llimbs.
Després de la primer Civil War dels superherois, Janet van Dyne és seleccionada com a membre dels Mighty Avengers per Carol Danvers i Tony Stark com a part de la Fifty State Initiative. Durant el seu intent de destruir la humanitat, ella determina correctament que Ultron s'ha fet càrrec del cos d'Iron Man. Quan els simbiots alienígenes ataquen Nova York, Janet utilitza una fórmula de creixement refinada que li va donar Hank Pym, que en realitat és un impostor skrull, que li permet canviar a una mida gegant sense efectes secundaris. Durant l'inici de la lluita, es converteix breument en un monstre simbiòtic abans que Stark crei una cura.
Janet van Dyne es troba entre els poderosos Venjadors que lluiten contra la nau skrull. Més tard es veu amb la resta dels Venjadors dirigint-se a Nova York per enfrontar-se als skrulls. Mentre lluita contra els Skrulls, es revela el veritable propòsit del sèrum que l'Skrull Hank Pym li ha donat. Després que es creu que la reina Veranke ha mort, l'impostor skrull prem un botó que fa que Janet augmenti de mida ràpidament i la fa emetre quantitats letals d'energia negre-morada. La Janet s'adona que les "noves" partícules que "Pym" li ha donat l'estan convertint en una biobomba, i intenta fugir del camp de batalla i endur-se el màxim de skrulls possible quan explota. Per salvar tant la ciutat com els herois, Thor utilitza el martell encantat Mjolnir per crear una deformació espacial que aparentment dispersa Janet al no-res. Thor està devastat per l'acte i promet venjar-la. En acceptar la mort de Janet, Hank Pym assumeix el paper de la seva exdona com a Wasp.

### Dècada de 2010
Seguint la història Avengers vs. X-Men, es revela que Janet va ser transportada al Microverse. Utilitzant la seva targeta de comunicació dels Venjadors, envia un senyal que permet als Venjadors rescatar-la. En el procés, alliberen el Microvers del seu líder tirànic, Gouzar.
Després d'un breu parèntesi, la Janet torna a l'equip com a membre de l'equip d'Unitat dels Venjadors. A més de formar part de la llista, finança de manera privada l'equip per evitar els problemes que comportarien el patrocini del govern. Durant els esdeveniments d'Inhumanity, Janet torna al Microvers per rescatar una família que ha estat arrossegada allà a través dels poders d'un Inhuman acabat de despertar. Allà s'enfronta a Gouzar una vegada més, abans de tornar a l'espai normal. En la lluita de l'Esquadra de la Unitat dels Venjadors amb els Horsemen of Death (Cavallers de la Mort), Wasp derrota tant a Banshee com a Sentry ressuscitats, utilitzant tant la seva capacitat de créixer fins a una mida gegant com la seva capacitat per controlar la vida dels insectes. Després que l'equip sigui derrotat i la Terra destruïda, Wasp és l'últim humà supervivent i comença una relació amb Havok (Alex Summers) amb qui té una filla anomenada Katie. Anys després, Kang intenta utilitzar a Katie com a ostatge per forçar a Havok a deixar d'atacar-lo quan intenta prendre el poder celestial per si mateix, marxant amb Katie com la seva presonera i obligant l'equip a transferir les seves ments al passat per salvar el món. Tot i que l'Àlex es queda desfigurat després de la batalla, ell i la Janet romanen junts. Immortus es posa en contacte amb ells i els informa que els pot retornar la seva filla si actuen en el moment i el lloc adequats per concebre-la, però també els avisa de l'amenaça imminent que suposa el Red Skull.
Després que les accions del Red Skull facin que tots els herois i malvats presents a la seva derrota experimentin una "inversió moral", Alex intenta argumentar per la vida de Janet mentre els X-Men es preparen per detonar una bomba gènica que destruirà tots els no mutants. en el radi de l'explosió, però accepta la decisió tanmateix. Després que Carnage es sacrifiqui per contenir l'explosió, l'Alex intenta fer-se'n mèrit, però Janet veu a través de l'engany. Tot i que la inversió està desfeta, els dos se separen definitivament quan Alex és un dels tres personatges (els altres dos són Iron Man i Sabretooth) que romanen en el seu nou estat moralment invertits.
Més tard, Wasp es va trobar amb els Uncanny Avengers i es va enfrontar a Ultron Pym després d'ajudar a defensar-se dels monstres del metro. Quan Wasp va preguntar a Ultron Pym sobre els esdeveniments recents, es va adonar que Ultron controlava en Hank quan Ultron va tractar d'endevinar-ho. La resta dels Uncanny Avengers van ser informats d'això i en Cable va pressionar prou en Hank perquè Ultron comencés a atacar i revelés el seu veritable jo.
Wasp apareix més tard com a membre dels Agents of Wakanda.

## Recepció crítica
George Marston, de Newsarama, es va referir a Wasp com una de les "millors superherois femenines", escrivint, tot i que va començar com una mena de companya del seu amant Hank Pym, Janet es va convertir ràpidament en un heroïna per dret propi, liderant els Venjadors diverses vegades i sovint actuant com el centre moral de l'equip. L'arc de Wasp s'ha projectat constantment cap amunt, deixant ràpidament enrere qualsevol semblança de ser una "donzella en perill" i progressant als nivells més alts de la llista heroica de Marvel. Afegiu-hi la seva importància històrica i és fàcil veure per què és una de les més grans heroïnes femenines que mai hagin agraciat la pàgina impresa. Rob Bricken de Gizmodo va afirmar: "Si el Capità Amèrica personifica els Venjadors, Janet Van Dyne segueix sent el seu cor i ànima. Va ser membre fundadora, ha dirigit l'equip en alguns dels seus moments més difícils i té el respecte inequívoc dels déus, robots, i els éssers més poderosos del cosmos, en realitat, Marvel ho va dir millor quan va dir que si se'ls demanés als Venjadors que es classifiquessin, probablement Wasp seria el número 1". IGN va declarar: "Als còmics de superherois encara hi faltaven personatges femenins forts a mitjans dels anys 60. Wasp va ser una de les dones a l'avantguarda del moviment feminista de superherois. Al principi, només una bombolla companya del seu marit, Giant- Home, Wasp va créixer ràpidament i va construir una carrera pròpia. Va continuar sent un dels membres principals dels Venjadors durant gran part de la història de la franquícia, i el seu ampli vestuari rivalitza fins i tot amb Wolverine.

## Altres personatges anomenats Wasp

### Hank Pym
Després de l'aparent mort de Janet van Dyne, el doctor Henry "Hank" Pym va ser la segona Wasp i es va unir als Mighty Avengers com a líder. Després de fundar l'Acadèmia dels Venjadors, Pym va ajudar els Venjadors a rescatar la Janet del Microvers.

### Nadia van Dyne
Es va revelar que Hank Pym tenia una filla anomenada Nadia a través de Maria Trovaya que va ser segrestada i suposadament assassinada per agents estrangers. Això va fer que la Nadia es criés a la Red Room (Sala Vermella) fins al dia que va obtenir una mostra de partícules Pym que li va permetre escapar.

## Altres versions

### Marvel Zombies
Una variant zombificada de l'univers alternatiu de Janet van Dyne / Wasp from Earth-2149 apareix a Marvel Zombies. Després de ser decapitada per Ant-Man, se li dóna un cos robòtic i s'uneix als Acolytes (Acòlits).

### MC2
El futur alternatiu de l'univers "MC2" compta amb Hope Pym, la filla de Janet van Dyne i Hank Pym coneguda amb el nom en clau Red Queen (Reina Roja). Està motivada per formar els Revengers mentre el seu germà bessó Big Man s'uneix a un equip de reforma del govern.

### Ultimate Marvel
Una variant de l'univers alternatiu de Janet van Dyne / Wasp de la Terra-1610 apareix a Ultimate Marvel. Aquesta versió és una mutant semblant a un insecte i membre dels Ultimates. Més tard és assassinada a l'Ona Ultimatum abans de ser ressuscitada pel Maker (Creador).
L'univers Ultimate també inclou variacions agressives de la Vespa: Petra Laskov com la Red-Wasp (Vespa Vermella), i una sèrie de drons anomenats "WASP" desenvolupats per Hank que finalment van ser adquirits pel Sr. Morez (Modi).

## En altres mitjans

### Televisió
- L'encarnació de Janet van Dyne de Wasp apareix a The Marvel Super Heroes.
- Una variant de l'univers alternatiu de Janet van Dyne / Wasp que es va convertir en serventa d'Apocalypse fa un cameo a l'episodi de la quarta temporada de La Patrulla X "One Man's Worth".[92]
- L'encarnació de Wasp de Janet van Dyne fa un cameo a l'episodi de Fantastic Four "To Battle the Living Planet".
- L'encarnació de Wasp de Janet van Dyne apareix a The Avengers: United They Stand.
- L'encarnació de Wasp de Janet van Dyne apareix a The Super Hero Squad Show, amb la veu original de Jennifer Morrison.[93][94]
- L'encarnació de Wasp de Janet van Dyne apareix a The Avengers: Earth's Mightiest Heroes, amb la veu original de Colleen O'Shaughnessey.[95][94]
- L'encarnació de Janet van Dyne de Wasp apareix a Marvel Disk Wars: The Avengers,[96] amb la veu de Kaori Mizuhashi al doblatge japonès i Colleen O'Shaughnessey al doblatge anglès.[94]
- L'encarnació de Janet van Dyne de Wasp apareix a la sèrie japonesa Marvel Future Avengers, amb la veu original de Kaori Mizuhashi.[94]
- L'encarnació de Janet van Dyne de Wasp apareix a Spidey and His Amazing Friends, amb la veu original de Maya Tuttle.[97]

### Cinema
- Janet Pym / Wasp apareix a Ultimate Avengers i Ultimate Avengers 2, amb la veu de Gray DeLisle.[94]
- Janet van Dyne / Wasp fa un cameo sense parlar a Next Avengers: Heroes of Tomorrow. Aquesta versió va ser assassinada per Ultron abans de la pel·lícula.

### Marvel Cinematic Universe
Janet van Dyne apareix als mitjans ambientats a l'univers cinematogràfic Marvel:
- Joss Whedon, director de la pel·lícula d'acció en viu The Avengers, originalment volia Zooey Deschanel com a Wasp. Tanmateix, finalment el personatge va ser exclòs de la pel·lícula.[98]
- Janet apareix per primera vegada en un flashback a la pel·lícula d'acció real Ant-Man, amb la veu de Hayley Lovitt.[99][100][101][102] Aquesta versió va funcionar com a agent S.H.I.E.L.D. al costat del seu marit Hank Pym que, en un intent d'aturar un míssil, es va reduir al Regne Quàntic i es va suposar mort durant dècades.[103]
- Janet apareix a la pel·lícula d'acció real Ant-Man and the Wasp, interpretada per Michelle Pfeiffer.[104] Després d'establir una connexió amb Scott Lang després del seu propi viatge al Regne Quàntic, Janet l'ajuda a ell, a Hank i a la seva filla Hope van Dyne a trobar-la i rescatar-la. En el seu retrobament, Janet revela que el seu temps prolongat allà va fer que absorbís grans quantitats d'energia quàntica. Un cop fora del regne, Janet estabilitza temporalment Ghost abans de treballar amb Lang i la seva família per reunir més energia quàntica per crear una cura permanent. Tanmateix, Janet, Hank i Hope són víctimes del Blip.
- Janet apareix a la pel·lícula d'imatge real Avengers: Endgame,[105] en la qual torna a la vida fora de la pantalla i assisteix al funeral de Tony Stark.[106]
- Una versió alternativa de la línia temporal de Janet apareix a la sèrie animada de Disney+ What If...? a l'episodi "What If... Zombis?!" Aquesta versió va ser infectada amb un virus quàntic que la va transformar en un zombi. Quan Hank va viatjar al Regne Quàntic per rescatar-la, ella el va infectar i van provocar una apocalipsi zombi després del seu retorn.
- Janet apareix a la pel·lícula d'imatge real Ant-Man and the Wasp: Quantumania.[107] Durant el seu temps al Regne Quàntic, va treballar amb Kang per restaurar el nucli de poder de la seva nau fins que es va assabentar de la seva intenció de conquistar el multivers i va sabotejar el nucli de poder abans de ser rescatada per la seva família. Després d'un accident que va transportar Janet, la seva família, Scott i Cassie Lang al Regne Quàntic, els cinc ajuden els seus habitants a enderrocar Kang abans d'escapar-se del regne una vegada més.